# Kourbo-Mogo
Ne doit pas être confondu avec Kourbo.
Kourbo-Mogo (ou Kourba-Mogo, Kourba-Moogo, Kourbamogo) est une localité située le département de Oula de la province du Yatenga dans la région Nord au Burkina Faso.

## Géographie
Kourbo-Mogo se trouve à 17 kilomètres au sud-est de Ouahigouya.  

## Démographie
En 1996 la localité comptait 483 habitants. Lors du recensement de 2006, on y a dénombré 462 personnes. 
La plupart sont des Mossi. L'islam est la religion la plus pratiquée.

## Économie
Le village dispose d'une petite retenue d'eau.

## Santé et éducation
Le centre de soins le plus proche de Kourbo-Mogo est le centre de santé et de promotion sociale (CSPS) de Ziga tandis que le centre hospitalier régional (CHR) se trouve à Ouahigouya.
Le village possède une école primaire publique.